# Christian Kupke
Christian Kupke (* 1959 in Wilhelmshaven) ist ein deutscher Philosoph.

## Leben
Kupke studierte in Freiburg/Br. und Berlin Philosophie, Literaturwissenschaft und Geschichte. Gemeinsam mit Robert Krokowski gründete er in den 1980er Jahren die experimentelle Zeitschrift Delta Tau, die der Germanist Klaus Laermann in seinem Aufsatz Lacancan und Derridada. Frankolatrie: gegen die neueste Mode, den neuesten Nonsens in den Kulturwissenschaften in das Zentrum seiner Kritik an der Rezeption des Poststrukturalismus in Deutschland stellte.
Christian Kupke ist Gründungs- und Vorstandsmitglied der Berliner Gesellschaft für Philosophie und Wissenschaften der Psyche e .V. In dieser Funktion gibt er seit 1996 die Beiträge der Gesellschaft für Philosophie und Wissenschaften der Psyche mit heraus, die sich Themen im Umfeld der Disziplinen Philosophie, Psychiatrie und Psychologie widmen.
Kupke ist Autor und Herausgeber mehrerer philosophischer Fachbücher. Sein Buch Der Begriff Zeit in der Psychopathologie erhielt 2008 den Preis der Deutsche Gesellschaft für Psychiatrie und Psychotherapie, Psychosomatik und Nervenheilkunde in der Kategorie Philosophische Grundlagen der Psychiatrie und Psychotherapie. 2021 veröffentlichte er das essayistische Werk Versionen des Denkens. Version I: Enttäuschendes Denken.

## Schriften (Auswahl)

### Autor
- Psychoanalysis – a phenomenology of language. In: Psychiatria et Neurologia Japonica, Jg. 105, Nr. 6, 2003.
- Widerstand und Widerstandsrecht. Ein politikphilosophischer Versuch im Ausgang von Foucault. In: Daniel Hechler,  Axel Philipps (Hrsg.): Widerstand denken. Michel Foucault und die Grenzen der Macht. Bielefeld 2008, ISBN 978-3-89942-830-8.
- Der Begriff Zeit in der Psychopathologie. Berlin 2009, ISBN 978-3-938880-28-9.
- Von der symbolischen Ordnung des Wahns zum Wahn der symbolischen Ordnung. Ein vorläufiger philosophischer Versuch.  In: Gerhard Unterthurner, Ulrike Kadi (Hrsg.): Wahn. Philosophische, psychoanalytische und kulturwissenschaftliche Perspektiven. Wien/Berlin 2012, ISBN 978-3-85132-651-2.
- Versionen des Denkens. Version I: Enttäuschendes Denken. Berlin 2021, ISBN 978-3-938880-99-9.

### Herausgeber
- Delta Tau. ZeitSchrift für TopoLogie und StrömungsKunde. Berlin 1985 ff., ISSN 0178-1243.
- Erfahrungen der Negativität. Festschrift für Michael Theunissen zum 60. Geburtstag. Co-Hrsg. Hildesheim/Zürich/New York 1992, ISBN 3-487-09500-9.
- Zeit und Zeitlichkeit: Jahrbuch der Gesellschaft für Philosophie und Wissenschaften der Psyche Band II (1996–1999). Würzburg 2000, ISBN 978-3-8260-1892-3.
- Das Maß des Leidens. Klinische und theoretische Aspekte seelischen Krankseins. Co-Hrsg. Würzburg 2003, ISBN 978-3-8260-2400-9.
- Levinas' Ethik im Kontext. Berlin 2005, ISBN 978-3-938880-00-5.
- Lacan. Trieb und Begehren. Berlin 2007, ISBN 978-3-938880-06-7.
- Leute zuRechtmachen. Praktiken der Formierung des Menschen in der politischen Gegenwart. Co-Hrsg. Berlin 2019, ISBN 978-3-938880-96-8.